# Rieux-en-Cambrésis
Rieux-en-Cambrésis es una comuna francesa situada en el departamento de Norte, en la región de Alta Francia.

## Demografía
| 1565 | 1470 | 1421 | 1384 | 1416 | 1360 | 1432 |
| Para los censos de 1962 a 1999 la población legal corresponde a la población sin duplicidades (Fuente: INSEE [Consultar]) |      |      |      |      |      |      |